# Metal escovado

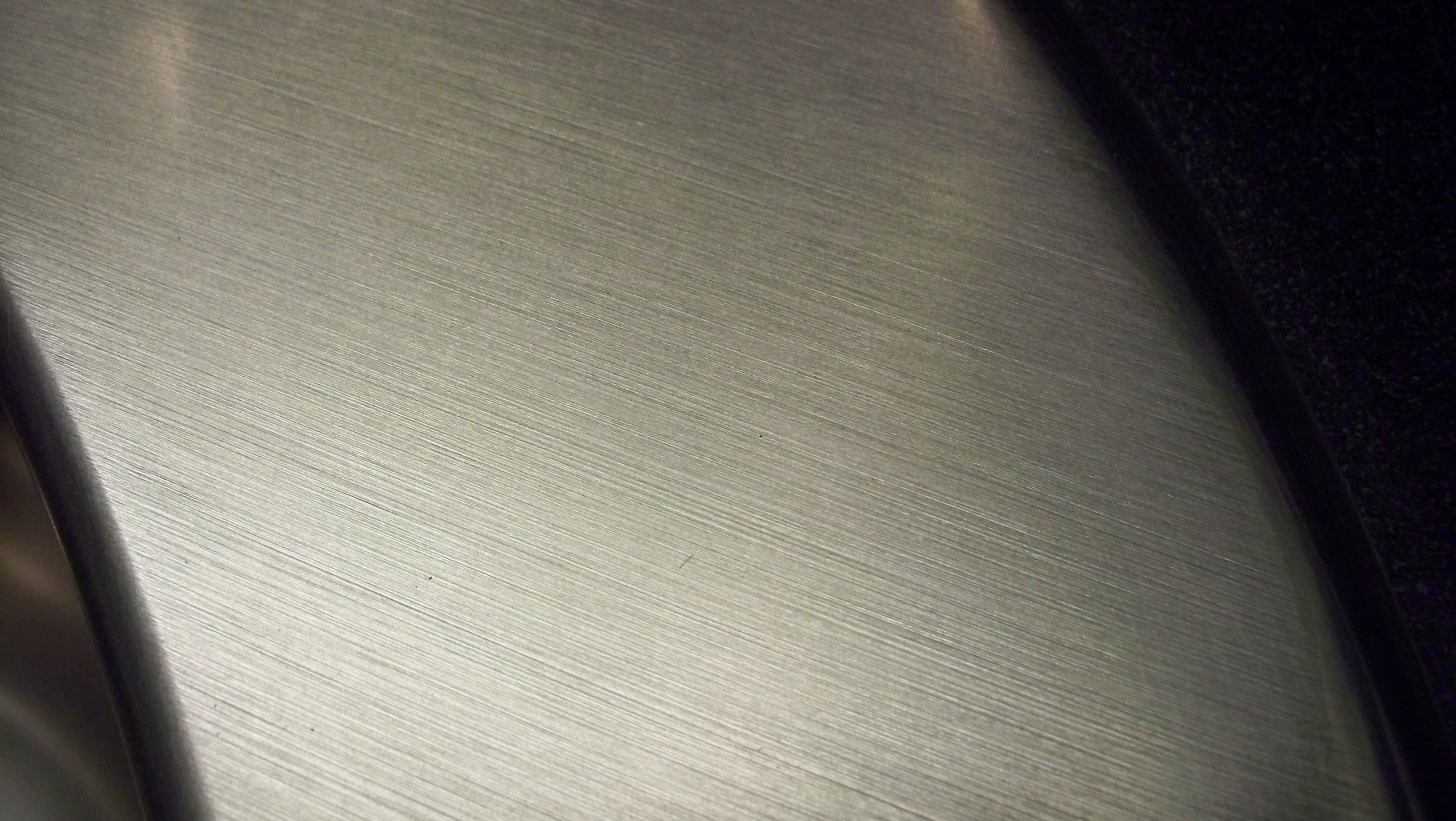
Exemplo de metal escovado numa torneira

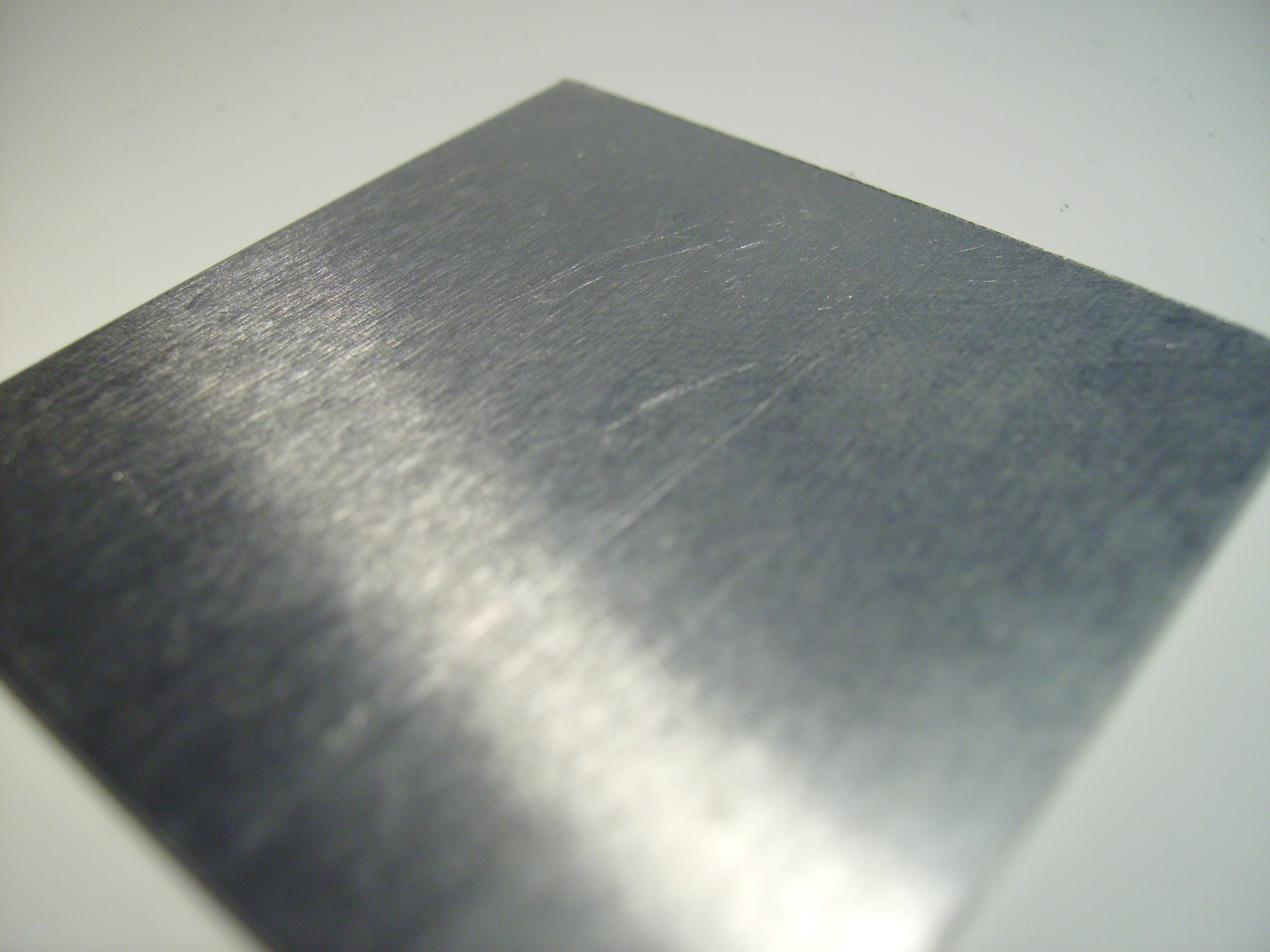
Uma pedaço de alumínio escovado

Metal escovado é a designação dada a um metal que foi sujeito a abrasão mecânica ("escovado"), usualmente com recurso a uma lixa de grão fino. A "escovagem" dá ao metal um aspecto distintivo, dado que retém algum mas não a totalidade do seu lustre metálico, sendo-lhe conferido um padrão de linhas muito finas. Pode ser comparado a um metal com vários riscos finos todos com a mesma direção. Os metais mais vulgarmente sujeitos a este acabamento são aço inoxidável, alumínio e níquel.